# خنان
| 河南省 = Hénán Shěng الاسم المختصر: 豫 = Yù   |                                                             |
| تبدو مقاطعة خنان باللون المغاير في هذه الصورة |                                                             |
| أصل التسمية                                   | 河 = hé = النهر الأصفر 南 = nán= الجنوب "جنوب النهر الأصفر" |
| نظام الإدارة                                  | مقاطعة                                                      |
| العاصمة                                       | تشنغتشو                                                     |
| رئيس لجنة الحزب الشيوعي الصيني المحلية        | تشو غونتشون                                                 |
| الحاكم                                        | لي شنغيو                                                    |
| المساحة                                       | 167,000 كلم² (الـ17)                                        |
| السكان (2002) - الكثافة السكانية              | 96,130,000 (الـ1) 576/كلم² (الـ6)                           |
| الناتج المحلي الخام (2002)                    | 616.9 مليار ¥ (الـ5)                                        |
| أهم القوميات (2000)                           | الهان - 98.9% هوي - 1%                                      |

خنان (بالـصينية: 河南 = Hénán): مقاطعة صينية تقع شرق البلاد (راجع: التقسيمات الإدارية في الصين). هي أكبر المقطعات من حيث تعداد السكان. تتميز بتضاريسها الجبلية في الغرب، والسهول الممتدة في الشرق، ويتركز أغلب السكان في هذه الأخيرة.

## التاريخ
إن جذور الحضارة الصينية تتواجد في خنان، كانت المنطقة ولقرون طويلة المركز السياسي للبلاد. أصبحت "آنيانغ" (في شمالي المقاطعة) عاصمة الصين تحت حكم سلالة "شانغ" (1766-1027 ق.م) ثم جاء الدور على "لوويانغ" ثم "كايفنغ" من بعدها، فأصبحتا عاصمتان إمبراطوريتان في القرن الـ7 م.

## الزراعة
يجتاز نهر الـ«هوانغ هي» المنطقة الشمالية، وتكثر الهضاب الخصبة في المناطق الوسطى من المقاطعة. المحصول الرئيسي هو الأرز، إلى جانب القطن، التبغ، الفول السوداني والسمسم (تستعمل في صناعة الزيوت الغذائية).

## الموارد
يعتبر الفحم من أكثر الموارد الطبيعة المستغلة. تم تحويل مجرى نهر «هوانغ هي»، بهدف التحكم في عملية ري الأراضي الزراعة، وتم في نفس الوقت الاستفادة من الطاقة الكهرومائية (كهروهيدروليكية) للنهر.

## الصناعة
تنتشر في أرجاء المقاطعة مصانع للنسيج، آلات التصنيع، كما تحول مصانع أخرى الحديد وتنتج الألمنيوم. استفاد الاقتصاد المحلي من مشروع تحويل النهر، وخطة التصنيع التي قامت بها الحكومة بين سنوات 1950-1960 م. وفي سنة 1975م تهدم اثنان من السدود الموجودة في المنطقة وتسبب الحادث في مصرع أكثر من 230 ألف شخص، توفي أغلبهم بسبب الفيضانات بينما قضت الأوبئة والمجاعة التي أعقبت الحادث على البقية.

## المدن
أهم المدن «تشنغتشو» وهي العاصمة، «لوويانغ» و«كايفنغ».

## توأمة
لخنان اتفاقيات توأمة مع:
- ميه (19 نوفمبر 1986 -)

## أعلام
- فنغ يونغ
- ليو كانغ
- هوانغ ليانغ
- وانغ فاي
- زهانغ واي